# Ratteingraben
Ratteingraben (im 19. Jahrhundert auch: Rotteingraben) ist eine Ortschaft in der Gemeinde Guttaring im Bezirk Sankt Veit an der Glan in Kärnten (Österreich). Die Ortschaft hat 25 Einwohner (Stand 1. Jänner 2024).

## Lage
Die Ortschaft liegt etwa 5 km nördlich des Gemeindehauptorts Guttaring, auf dem Gebiet der Katastralgemeinde Waitschach und der Katastralgemeinde Verlosnitz im Guttaringer Bergland, in dem westlich von Waitschach mehr als 300 m tief eingeschnittenen Tal des Silberbachs sowie an den Hängen linksseitig oberhalb des Talbodens. In der Ortschaft werden auf den Hängen links oberhalb des Grabens die Hofnamen Kindl (Haus Nummer 1), Dellachhof (Nr. 19) und Haselnusskeusche (Nr. 23) geführt, im Graben Höffererhube (Nr. 5), Steinmühlhube (Nr. 12), Arztenkeusche (Nr. 13), Grabenbauer (Nr. 14), Grabenwirth (Nr. 16), Schieg-Mautmühle (Schikenmühl, Nr. 18) sowie Kindlmühle und -säge (Nr. 21 und 22).

## Geschichte
Der Ort wurde 1070 als Retin genannt, was sich vom slowenischen rotiti (= schwören) ableiten könnte.
Die Ortschaft gehörte in der ersten Hälfte des 19. Jahrhunderts zum Steuerbezirk Althofen (Herrschaft und Landgericht). Bei Gründung der Ortsgemeinden 1850 fiel der Großteil des Orts an die Gemeinde Waitschach, die wenigen rechts des Silberbachs liegenden Häuser kamen an die Gemeinde Guttaring. Seit Auflösung der Gemeinde Waitschach 1865 gehört der gesamte Ort zur Gemeinde Guttaring.

## Bevölkerungsentwicklung
Für die Ortschaft ermittelte man folgende Einwohnerzahlen:
- 1869: 13 Häuser, 92 Einwohner[3]
- 1880: 16 Häuser, 96 Einwohner[4]
- 1890: 16 Häuser, 116 Einwohner[5]
- 1900: 14 Häuser, 93 Einwohner[6]
- 1910: 15 Häuser, 104 Einwohner[7]
- 1923: 15 Häuser, 110 Einwohner[8]
- 1934: 92 Einwohner[9]
- 1961: 11 Häuser, 56 Einwohner[10]
- 2001: 10 Gebäude (davon 8 mit Hauptwohnsitz) mit 10 Wohnungen; 30 Einwohner und 1 Nebenwohnsitzfall; 8 Haushalte; 1 Arbeitsstätte, 8 land- und forstwirtschaftliche Betriebe[11]
- 2011: 10 Gebäude, 25 Einwohner, 11 Haushalte, 1 Arbeitsstätte[12]
- 2021: 12 Gebäude, 23 Einwohner, 10 Haushalte, 6 Arbeitsstätten[13]

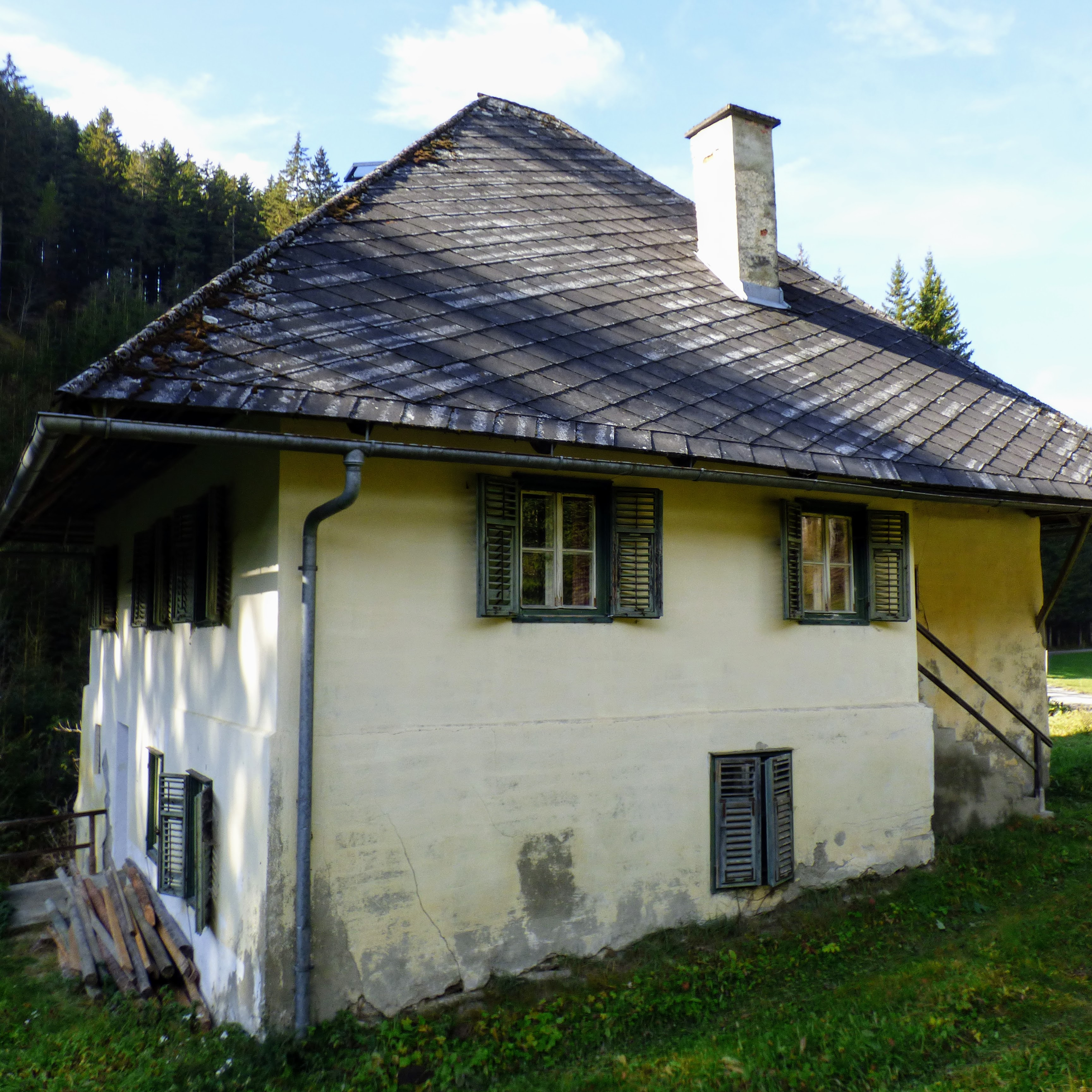
Höfferer, Nr. 5
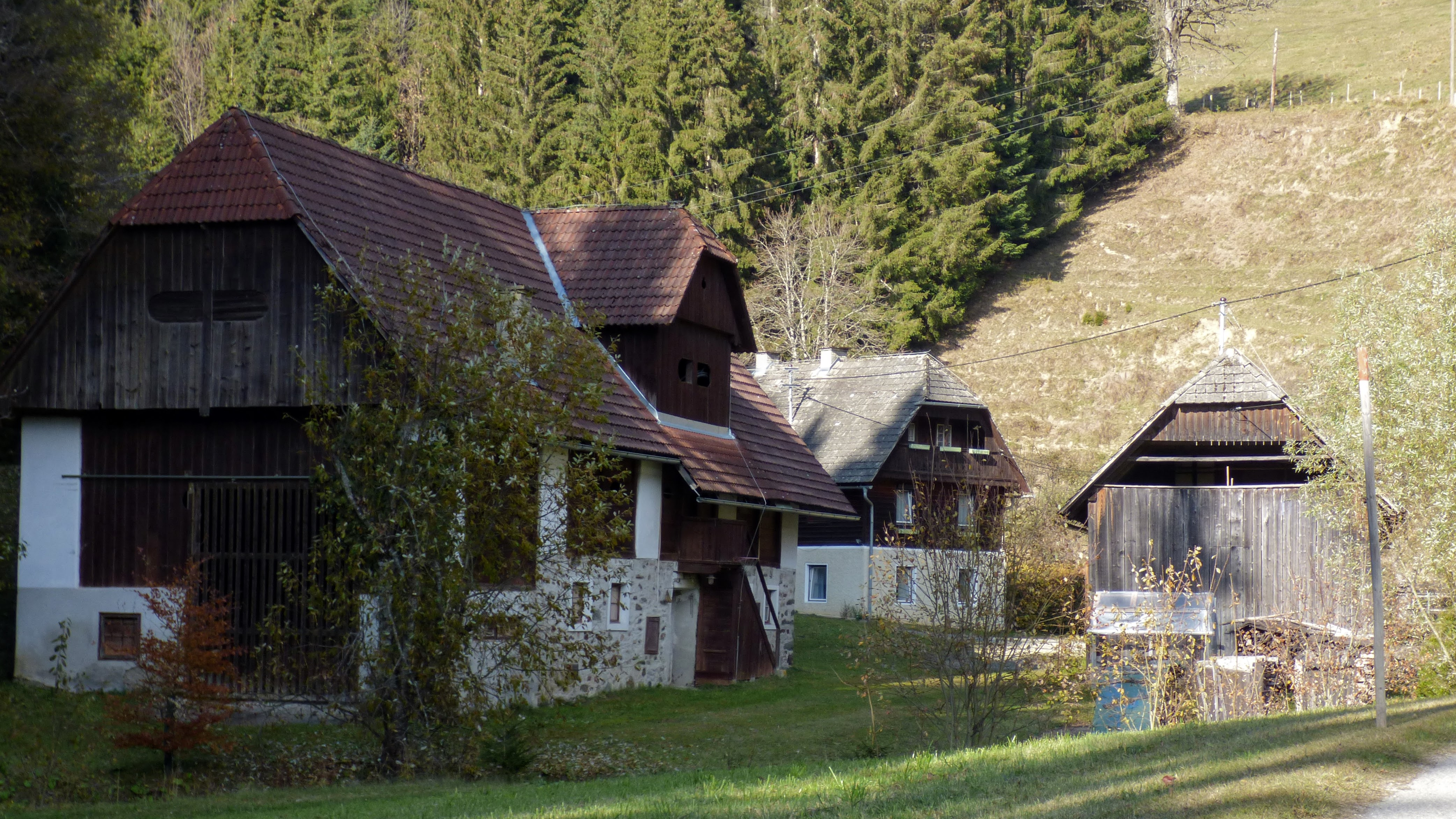
Kindlmühle, Nr. 22